# US Bank Center
US Bank Center – wieżowiec znajdujący się w amerykańskim mieście Phoenix. Jest to drugi co do wielkości budynek w stanie Arizona mierzy sobie 124 m. Został otwarty w 1976 roku.  Pełni funkcję banku Arizony.